# 左廻しのオデット
『左廻しのオデット』（ひだりまわしのオデット）は、Pericoによる漫画作品。2015年7月21日から2017年1月6日まで毎週金曜日にLINEマンガで連載された。イラスト集「ODETTE」も密林社から発売されている。

## あらすじ
久世由帰（くぜ・ゆき）は寝ることが好きな高校1年生。ある日、友人2人に巷で噂が絶えないアプリ「マジック・クロス」通称マジクロに誘われる。14人のアリスを集めるとありとあらゆる願いが叶うとされていた。
初めてアリスを生成した夜、プレイヤーの誰もが手にしたことがない幻のアリスであるベラ・オデットを引き当てたが、ゲーム画面ではなく現実世界にアリスが現れるAサーバーにアクセスをしてしまう。
Aサーバーはゲームの舞台がネットではなく現実世界。実際に現れるアリスも時を操るスキルを使い、クエストをこなし王座（スロウン）を目指す。由帰は特に叶えたい願いはないが、生成した夜に謎のプレイヤーKに襲われるも、オデットと共に逃亡。オデットはKを繰り出すアリスに対し由帰の命令なしに容赦なく攻撃をし続ける。
戦意を喪失したKにまだ知らないマジクロの内容やアリスの力を教えてもらう。理由は分からないまま、オデットを手放してはいけないと思いながらゲームの世界に巻き込まれていく。

## 用語

### マジック・クロス
本作内で登場する新感覚オンラインブラウザゲーム「マジック・クロス」。クエストをこなし、アリスを生成し全14人集めると賞金とありとあらゆる願いを叶えると謳ってる。14人のアリスにはそれぞれ時を操るスキルと通常スキルが存在し、特殊スキルには上限があり使い切るとアリスは失ってしまう為（作中ではロストと呼ぶ）、パラドックスの種でスキル使用数であるスロットを回復させることでロストを回避するのが定石。スキル使い切りの他にアリスが致命傷を受けてしまってもロストになる。
通常はスマホやパソコンで行うが、Aサーバーと呼ばれる選ばれた者のみが現実世界を舞台にしたマジクロに参加が出来る。0時になると未来を予見しているクエストが更新される。
ゲーム内ではアリスを譲渡できるシステムが存在するが、そのシステムを利用して略奪をするプレイヤーが存在。
一般人の目の前でアリスのスキルを使用、スキルを使っての犯罪行為は禁止されており、行った場合は大食のアリス メア・グールによりアカウントとAサーバーのマジクロプレイ時の記憶を削除される。
各プレイヤーはそれぞれファーストレディが存在し、常にファーストレディに選ばれるアリスは名誉とされる。
プレイヤーランク20、所持アリス5体の条件が揃うと魔法図書館 グリオ・モールに行く事が出来、アリス育成の本などを読むことができる。借りる際にはゲーム内のポイントが必要となる。
GPS機能でプレイヤーの現在位置が分かり、初心者の由帰はオフにしていなかった為Kに容易く追跡されてしまう。
Aサーバーのアカウントを辞める条件は全アリスのロスト、アカウント消去の2種類。

### クエスト
毎日夜0時に更新されるデイリークエストとゲーム全体の進行を補うメインクエストの2種類に分けられる。難易度はS・A・B・Cに振り分けられる。クエストのクリア報酬は達成したかではなく、その場にいたかであるため参加しないで報酬を貰うユーザーも存在する。

#### デイリークエスト
- 今夜Aサーバーに生まれるアリスを破壊せよ（難易度S）
由帰のいる27区に生まれるアリスを破壊するイベント。参加者はK。対象はベラ・オデット。
- 最初のアリスの特殊スキルを使おう！
生成したアリスの特殊スキルを使用する。参加者は由帰。
- 銀行強盗を撃退せよ（難易度S）
○×銀行で発生する銀行強盗を撃退する。参加者は由帰、K、翔、エイト。他にプレイヤーがいる描写があるが名乗り出なかった[5]。
- 迷いの地下水路 命の泉を救え！
地下水路が老朽化し、水が出なくなった為復旧させる。参加者は由帰、アリカ。クリアには特定のアリスが必要となる。

#### イベントクエスト
- ならず者のラビットハント
- 規約違反のプレイヤーを制裁するイベント。運営でも対応できないプレイヤーを捕まえる。参加条件はグリオ・モールに入れるプレイヤー。

### アイテム
ポイントでクエストに役立つものやアリス専用の服等を購入する事が出来る。武器は装備している時ロストしてしまうと共に消えてしまう。
- パラドックスの種 - クエストや課金で入手可能。アリスのスロットを1回増やすことが出来る。
- 飲み物 - 所持アリスの体を小さくし、カバンなどに入れることが可能。アリスのお家を使用する際には必須アイテム。
- 食べ物 - 飲み物で小さくなったアリスの体を元に戻すときに使用。
- 夢色のドアノブ - 銀行強盗クエストの報酬。確実にレアアリスを引くことが出来る非売品アイテム。
- アリスの日記帳 - アリス専用の鍵付きの日記帳。中身は記したアリスがロストした後にしか読む事ができない。切れ端のみなら所持時に読む事が出来る。
- 姫君の手鏡 1200pt
- つやつやブラシ 800pt
- 夏季限定マリンスタイル 15000pt
- アリスのワンピ　3800pt

とってもかわいいワンピース
アリスとの親密度が2上がる
- アリスのお家 25000pt

ファーストレディを住まわせる家。
必要なものがすべてて揃っている
アリスとの親密度が20上がる
- ルビーロッド　32000pt

先端にルビーのついたお高い杖。
アリスのスキル効果範囲が40%
上がる。振り上げると風塵が上がる。
- オズワンド　7200pt

魔法使い風の杖。アリスのスキル
発動効果時間が通常の20%ほど
伸びる。攻撃力は特にない
- 藍色のドアノブ　1000pt

このアイテムを使用してから
アリスを生成するとレアアリスが
生まれる確率が20%上昇する。
- ドードー鳥の腕　27000pt

打撃25%UP
ただしつけている間、腕が攻撃
専用になり細かい作業ができない。
- 魔法の鏡　ならず者のラビットハント報酬

行きたい場所に一瞬で
移動できる。（但し5回まで）
- 白のポーン　ならず者のラビットハント報酬

アリスの全能力値が
上がる。（効果・小）
- 魔法の小瓶　ならず者のラビットハント報酬

栓をすることでアリスを
拘束することができる。

## 登場人物

### 久世由帰（くぜ・ゆき）
本作の主人公。ファミレスのドリンクバーでシェイカーが出来る特技があり、寝ることが好き。学校に枕を持参し教科書で高さを調整するが先生には叱られる。
始めたばかりのマジクロのデータが入っているスマホをファミレスで落とし、ジル・クイーンに似た人物に拾ってもらうが生成素材が潤沢しているデータを見て不思議に思いながらも、運営に消される前に全て使った事により100万分の1の確率で現れる左廻しのアリス ベラ・オデットを手にする。
謎の女の人と逃げ、涙をする程の別れをする夢を見るようになるが、起きると内容を忘れてしまっている。
オデットに出会った夜にオデット破壊クエストに参加したKと予言のアリス マキ・アオノに襲われる。
命令なしにKのジル・クアントを容赦なく攻撃をするオデットに戸惑いながらも、攻撃を望んでいないとクアントをかばい、オデットを止める。
幻のアリスを持つため、掲示板で名前が有名になってしまい緋夏にオデットを狙われてしまう。緋夏の襲撃を回避し、オデットを渡せないが緋夏の願いを叶えるため、オデットの左廻しのスキルを使用する。
アリカと合わせ鏡のアリス ロナ・ロビンと出会い、自分の願いがあると気付き王座を目指す。
Kと連に脇が甘いと指摘を受けているが直していないため、物語終盤で脇の甘さが仇となる。
姫芽とは血の繋がっていない兄妹。親の再婚時に隠し事はしない、敬語は使わない、遠慮しないと約束をしている。アイコンは雪だるま。オデットの柔らかい頬を触るのがお気に入り。

### K
由帰がオデットを生成した夜、マキ・アオノと共にオデット破壊クエストに参加をし、由帰の前に現れる。
クエスト時はウサギのお面を被っているが、これは他のプレイヤーに顔をネットに晒されないためである。市街地に出る際には流石に警察に通報されてしまう為お面は被らずにサングラスをかけている。
本名はKATANASHI。その他の名前の詳細は明らかにされていない。本職は小説家で本編で担当編集者に原稿の催促をされている。
ファーストレディは予言のアリス マキ・アオノ。Aサーバー限定掲示板では危険人物でアオノとゲームを超えた関係を持っていると噂されている。
Aサーバーでのランキングは電子書籍版2巻の時点では45位、情報屋をしておりランキング1位のギノや由帰の情報を掲示板に流している張本人。
クエストで訪れた銀行でTシャツのセンスはダサいと言われる。
緋夏とはカラオケボックスで落ち合ったときに自分のことを信頼できないと言われて以来仲が悪い。
カラオケボックスではGLAYの「誘惑」を歌う。

### 緋夏（ひなつ）
コンビニへ買い出しをした由帰を突如襲ってきた高校生の女の子。自分の願いが叶えられるオデットを奪うため掲示板で情報を集め、停刻を使い続け由帰を探していた。
ファーストレディは停刻のアリス ナノ・バリエでプレイスタイルは逃げ専門。交渉時にナノの停刻に失敗し、由帰に事情を説明する事となる。
由帰に左廻しのスキルを使ってもらい、願いを叶えた後に由帰のフレンドとなる。10年好意を寄せる幼馴染に思いを伝えられない程恋愛が不器用とナノに指摘をされている。
左廻しをきっかけに由帰のことが気になり始め、銀行強盗クエストで協力をしたり、イベントクエスト「ならず者のラビットハント」で由帰と一緒に行きたい為参加条件を満たそうと躍起になる。
その際、ゲームの運命を左右するアリスを手にするが、ならず者のラビットハント内トラップの幻惑から抜け出せなかった。
Kとは仲が悪い。

### 王翔（おう・しょう）
由帰が入った銀行にいた小学生。実は銀行強盗討伐クエストに参加したAサーバーのプレイヤー。ランキングは12位で兄の王蓮がいるが腹違いの兄弟。
余計なことを喋る癖があり、好戦的な性格で弱者を虐げてしまう。銀行強盗と戦ったことを連に報告すると蓮に喜々として報告すると頬を叩かれて注意される。
2巻登場時は翔とだけ名乗っていたが4巻末で本名が王翔と分かり、由帰とKに呼び方が同じ餃子の王将にちなんで餃子と呼ばれる。
ファーストレディは剛腕のアリス ミミ・ルビーナ。

### 王蓮（おう・れん）
翔の腹違いの兄。由帰と同い年だが落ち着いた性格。銀行強盗クエスト後由帰と出会い、魔法図書館 グリオ・モールで再会。ランキングは5位でユーザー名は王。
マジクロ初心者の由帰にアリスのロストの条件を教える。グリオ・モールのトラブル後に由帰に日記帳を手渡すが、教えてもらっただけで無防備にフレンド申請をしようとスマホを出した由帰に対し、叩き伏せて身動きを取らせずにスマホを奪われオデットを奪われたら、日記帳がトラブルの原因のものと同じだったら？と説き伏せ、脇が甘いと告げる。
ユーザーで唯一Aサーバーのマジクロに違和感を覚え、知人のつてでマジクロの製作者に会いに行く。そこで疑惑が更に募り、ならず者のラビットハントでグリオ・モールの最深部に乗り込む。
ファーストレディはミミ・バイオレッタ。

### 荻野誠（おぎの・まこと）(ギノ）
Aサーバーのマジクロのランキングで1位に君臨しているユーザー。マジクロのルールの間を突き、略奪行為をしているグループのトップでもある。
肉弾戦が得意で最も王座が近いとされ、王座を手に入れ復讐を達成させるのが願いだが詳細は不明。本名は荻野誠。
ファーストレディは嘆きのアリス ベラ・オディール。オディールのスキルも使い略奪をしており、反抗する時にはスキルで仕置きをする。アイコンは髑髏にGの文字。

### 久世姫芽（くぜ・ひめ）
由帰の血のつながっていない妹。由帰がマジクロを始めたことは知らないが何か隠し事をしているのではと怪しみ、親の再婚時の約束を改めて伝え困っていたら頼ってほしいと告げる。

### 由帰の母親
由帰の父親が再婚しているため、由帰には2人の母親がいる。前の母親は由帰が小学2年生の時にガンで亡くなっており、オムライスが得意料理で固めの玉子にグリンピースを入れる。
現在の母親は由帰の父親が前妻との指輪を付けていても笑って見守っている。

### 佐藤啓二（さとう・けいじ）
Aサーバーのプレイヤーだが初めて2年経ってもレアアリスを手に出来ずカラバリのアリス3種類しか当たらない。マジクロをプレイする前から運に見放され、ゲームに課金をし借金を繰り返していた。
Aサーバーのマジクロでアリスを手にし、それを使用して銀行強盗を企てる。
カモフラージュでサングラスをかけており、そのサングラスがLINEマンガ内のコメント欄で「グラさん」と呼ばれ人気投票では欠場扱いだが11位まで上り詰めた。
ユーザー名はバベル。
マジクロで禁止されているアリスを使っての犯罪行為を行ったため、アカウントとプレイ時の記憶をメア・グールに消去される。

### エイト
銀行強盗編でクエストに参加していたプレイヤー。由帰同様Aサーバーのマジクロを始めたばかりでアリスも2人しか持っていなかった。
その後、由帰達と連絡しているかは不明。

### アリカ
由帰が夜に外を歩いていると刺されている所に遭遇。
元々ギノがいたグループに所属していたが、パラドックスの種を強奪してグループから抜け出した。その為同グループのryoに襲われ殺傷されるも由帰により刺される前の時間に戻った。
ファーストレディは合わせ鏡のアリス ロナ・ロビン。
父は浮気性で母親は幼い頃にアリカの前からいなくなってしまい、それ以後裏切られる前に裏切る、騙される前に騙すという信念を持つようになる。
その為ryoから致命傷を受けた由帰に対し、1度も助けを求めていないのに自分を勝手に救った為見捨てようとするが、消えゆくオデットの問いかけに考え直しロビンのスキルを使用。
ギノとの約束でパラドックスの種を100個集めてオディールのスキルをコピーする予定だったがグループを抜け出したので、オデットをのスキルをコピーさせてもらう為由帰に協力を求める。
願いを叶えた後、由帰と再会し今後ロビンを手に入れた時に使ってほしいと母親の鏡を託す。

### ワタリ
Aサーバーのマジクロのプレイヤー。作中でニュースになっていた連続爆破強盗の犯人。無関係の人も死亡させていた為ならず者のラビットハントのウサギになるが、何故爆破強盗をするに至ったかは不明。他プレイヤーに48時間以内に捕まらなければ無罪放免になる。
本名は不明でランキングは8位。
ファーストレディは進針のアリス ジル・クイーン。

### 土也（つちや）
由帰の友人。由帰をマジクロに誘った1人。元ヤンで喧嘩っ早い性格。
Aサーバーではなく通常サーバーのプレイヤー。

### 麻人（あさと）
由帰の友人。由帰をマジクロに誘った1人。小説が好きで、由帰が見た夢は実はいつか見た記憶かもしれないとアドバイスをする。

### ryo
ギノが率いるグループに所属。アリカから種を奪われ、アリカに恋心を抱いていたが憎しみに変わり、殺傷してしまう。
ギノにはアリカのことは放っておけと言われるが執着するあまりアリカがいる地下水路まで追いかけ、入り口にいたロビンに致命傷を与える。

### ryoの不幸な友達A
ryo同様ギノのグループに所属し、ryoと共にアリカを追う。プレイヤー名はヤンで眼鏡をかけている。ファーストレディはナノ・バリエ。この名前で人気投票にエントリーされた

### ryoの不幸な友達B
ryo同様ギノのグループに所属。ryoと共にアリカを追う。プレイヤー名は不明でファーストレディはミミ・ルビーナ。不幸な友達A同様、この名前で人気投票にエントリーされた

### 謎の女性
本編冒頭から事ある毎に由帰の夢の中に現れる銀髪にフード付きコートを被った女性。由帰は覚えていないが由帰の名前を知っており、夢の中で由帰に灰色のドア以外が開く金色のカギを与える。7巻で正体が明らかになる。

### 14人のアリス
マジクロ内に現れる時を操るアリス。特殊スキルと通常スキルを操り、特殊スキルは使用制限のスロットが存在し、スロットを使い切るとロストする。特殊スキルを使用する際には「スキル発動」と唱えないと発動できない。通常スキルは唱えなくても使用可能でスロットは消費しない。
アリスを戦わせて勝者が相手のアリスを奪えるマッチバトル・ベイビーゲームが存在する。プレイヤーが持つ各アリスは同じアリスでも性格やステータスや記憶は異なる。
全14人のアリスの内、1人は物語に現れない。

#### ベラ・オデット
100万分の1の確率で生成できる幻のアリス。
通常スキルはTALK。生物・物体を問わずあらゆるものの小さい声を聴き、了承を得られれば自在に操る事が出来る。口を封じ込められると使用はできない。特殊スキルは左廻し。1スロットで最大7日迄の過去に戻る事が出来、パラドックスの種を駆使すれば7日以上戻ることが可能。発動時にオデットに触れていた人物と主人が左廻しの対象となる。
所持者は由帰。生成当初はKのクアントを由帰の命令なしに動けるほど自我が強いため、クアントに機械的に容赦なく傷つけようとするが由帰が制止をすると思わず泣き始める。
緋夏の為に特殊スキルを使おうとする由帰に「意味のないことをするなぁ」と思う程感情が希薄だったが、由帰と過ごすにつれ感情が芽生えていく。純粋な性格の為プレイヤーによって善にも悪にも育つ。
緋夏と仲良くする由帰に嫉妬を覚えイヤイヤ期に突入し、グリオ・モールで死霊が封印された本を手に取ってしまい他のプレイヤーのアリスを傷つけてしまう。死霊を追い払った後、談話室で由帰に思いを伝える。
グリオ・モールの一件後からは蓮から貰った日記帳を一心不乱に書き続け、感情の整理をしている。分からない感情は家の中にある辞書で勉強。
好物はプリン。1度由帰がコンビニで買って以来、コンビニはお菓子を買う所と認識をした。

#### ジル・クアント
別名は退針のアリス。通常スキルは左廻し。触れた物の時間を巻き戻す能力を持つ。特殊スキルは不明。植物系の攻撃は無効に出来る。
所有者はK、由帰。
オデット破壊クエストで登場したがオデットの容赦のない攻撃を受け、攻撃をやめさせる由帰の命令を無視するオデットに対し同じ淑女（レディ）として恥じ入ると言い放つ。
後に由帰も手にするが、レベルが低いうちは人見知りが激しく体調が悪くなってしまうのであまりファーストレディに設定はしてほしくはない。ジル・クイーンとは姉妹。

#### マキ・アオノ
別名は予見のアリス。通常スキルは分析、特殊スキルは先見。戦闘タイプとは相性が悪い。
所有者はK、土也（通常サーバー）。占いが出来、かなりの確率で的中させる。
家事もKの変わりに行い、別のアリスの名前で呼ばれると怒り、容赦なくKにビンタや叱咤をする。唯一着物を着用するアリス。

#### ナノ・バリエ
別名は停刻のアリス。通常スキルは不明、特殊スキルは停刻。本来はプレイヤーを停める事は出来ないが、息を止めるとプレイヤーも停刻の対象にできる。プレイヤーの思考は停止できない。息を止める時間はナノの肺活量により変化し、緋夏のナノは1分も耐えらない（約4ページ分）。
所持者は緋夏、Ryoの不幸な友達A。
口調は常に敬語。自分の思考内でも敬語。恋話が3度の飯より好きで、幼馴染に10年思いを伝えられない緋夏が新たに由帰に思いを募らせるも伝えられないことに対し、計7ページに渡る恋愛のお説教をしていた。
緋夏の願いを自分のスキルで解決できなかったのを悔みながら、これからも緋夏のアリスでいると緋夏に伝える。
カラオケボックスでKに邪魔をされ左廻しのお礼にパラドックスの種を由帰に渡せなかった為「ナノが渡してよ」と言う緋夏に、それではナノがいなくなったら緋夏は1人で何もできない人になってしまうと自分がいなくなった後の緋夏の事を心配している。
本編でフルネームは登場せず、人気投票エントリー時に明らかになった。

#### ミミ・ルビーナ
別名は剛腕のアリス。通常スキルは剛腕。あらゆる物を持ち上げ攻撃する事が可能。プレイヤーの動きにリンクした攻撃も可能。特殊スキルは右廻し。最大7日前の未来へ行ける。
所有者は翔、Ryoの不幸な友達B。
翔のルビーナは翔自体が好戦的のため、ルビーナも好戦的な性格。ミミ・バイオレッタとは姉妹。

#### ミミ・バイオレッタ
通常スキルは不明。特殊スキルは無効化。他のアリスのスキルを全て無効化させる。効果範囲はバイオレッタから半径3m以内と狭いのと発動時間が短いため肉弾戦が出来るレベルが必要となる。
所有者は蓮。長いツインテールで攻撃・ツッコミも出来る。
由帰に見返りを求めるオデットに対しまだ子供だと告げるが、バイオレッタもかつて蓮に同じ事を言っていた。
ならず者のラビットハントでは幻惑を無効化し幻惑から脱出した。

#### ロナ・ロビン
別名は合わせ鏡のアリスで、ゲーム内唯一の少年アリス。アリカが由帰に少年と証明するために服を急に脱がされた。
通常スキルは複製（コピー）。鏡に映った者の体格をコピーする事が出来る。特殊スキルは体格に加えアリスの能力をコピー出来る。鏡自体はロビン自体が持っているわけではなく、プレイヤー自らが持つ鏡を借りる。
所有者はアリカ。
クエスト中に気になった物を拾っては部屋に持ち込んでしまう。家事も出来るが物を拾う癖があるためアリカの部屋を散らかしている。
アリカが持つ鏡に興味を持ち、母親がアリカの元を去った事を知り、母親に会いに行こうと持ち掛ける。
地下水路のクエストでryoから致命傷を受けながらもアリカには平素を装い、アリカの願いを叶えられないと言う由帰に対しベイビーゲームを始めさせる。勝利条件を確実にオデットには達成できない条件に設定をする。

#### ベラ・オディール
別名は嘆きのアリス。通常スキルは他人の傷の吸収と放出。その為他のアリスより頑丈になっている。特殊スキルは左廻し。ただしオデットやジリアンとは異なる種類の左廻し。
所有者はギノ。
常に泣き顔をしている為ギノは不満に思っている。自分はギノにとってどう思われているのか気になっている。
オデットとはかなり似ている容姿で、由帰がオデットと間違えてオディールの手を取ってしまう程。

#### ジル・クイーン
別名は先針のアリス。通常スキルは触れた物の時間を進めることが出来る。特殊スキルは不明。
所持者はワタリ、土也（通常サーバー）。
クイーンに似た人物が友人とファミレスにいる由帰のスマホを落としたと渡しているが、Aサーバーのクイーンなのか誰の所有アリスなのかは不明。由帰のステータスが始めたばかりにしては生成材料とレベルが上級者並みになっていた。
ジル・クアントと姉妹で、クアントと同様植物系の攻撃は無効。

#### レイナ
上記のアリスと異なり、生成で発生しやすいアリスで別名カラバリ。ジリアンとブリジットと共にハズレの代名詞とされている。
特殊スキルは停刻。ただしスロットは1回しかなく1回当たり30秒しか使えず、Aサーバーのプレイヤーには効かない。
複数使用すれば30秒延長することが可能。身長も他のアリスと異なり小柄。

#### ジリアン
レイナ同様、生成で発生しやすいアリス。
特殊スキルは左廻し。スロットが1回しかなく、30秒過去に戻れる。
由帰のジリアンは高飛車。佐藤啓二のジリアンは自害しようとする主人を自ら出てきて制止させる。

#### ブリジット
レイナとジリアン同様、生成で発生しやすいアリス。
特殊スキルは右廻し。スロットが1回しかなく30秒未来に行ける。

### 運営側
Aサーバーの運営を行う。イベントクエスト発表の際には動画を配信している。

#### 神
Aサーバーの頂点に君臨し、時を司る力を持つとされ椅子に座りプレイヤーの動向を観察している。自分の能力を14人のアリスに振り分けている。

#### マッド・ハンター
Aサーバーのマジクロの案内人。イベント時に登場し明るく案内する。神とは親子の関係。
オデットがグリオ・モールで暴走した際には制止せず予期しない出来事を愉快と捉える悪癖が発覚する。
ならず者のラビットハントでなかなかクエストに動かないプレイヤーに対し激昂する。その後に発表した事案についてプレイヤーから不満が持ち上がると本来は世の中のためになるAサーバーを悪用する者が続出する事に怒りをぶつける。

#### メア・グール
14人のアリスに含まれるが運営側にもなっているアリス。
別名は大食のアリス。アカウントとプレイ時の記憶の削除、プレイヤーを惑わす幻惑のスキルを持つ。削除したアカウントと記憶は飴に変換させる。
神とは親子の関係。悪癖を出したマッド・ハンターに便乗する。

#### グリオ
私営の図書館を経営する人物。本の貸し出しをする際にはポイントを要求し、オデットが暴走し施設内を破壊した際には持ち主の由帰に高額のポイントを要求した。

## 関連商品

### 書籍
- 電子書籍 左廻しのオデット1〜7巻（LINE COMICS）
- 左廻しのオデットイラスト集 ODETTE（密林社、ASIN B01FEAR7M4）